# メルセデス・マクナブ
メルセデス・マクナブ（Mercedes McNab, 1980年3月14日 - ）は、カナダの女優。イングランド出身のサッカー選手ボブ・マクナブの娘。カナダのバンクーバー で生まれる。
『バフィー 〜恋する十字架〜』のバフィー役のオーディションを受け、脇役のハーモニー・ケンドール役を射止めた。プロデューサーのジョス・ウィードンによると「頭が弱い女の子の演技が面白かったから」。

## 出演作品

### 映画
- アダムス・ファミリー The Addams Family (1991) - ガールスカウト役
- アダムス・ファミリー2 Addams Family Values (1993) - アマンダ役
- HATCHET/ハチェット Hatchet (2007) - ミスティー役

### テレビ
- バフィー 〜恋する十字架〜 Buffy the Vampire Slayer (1997-2003) ハーモニー・ケンドール役
- エンジェル Angel (1999-2004) - 『バフィー 〜恋する十字架〜』のスピンオフ作品、第2,5シーズン、ハーモニー・ケンドール役
- ドーソンズ・クリーク Dawson's Creek (2002) - 第5シーズン
- ボストン・パブリック Boston Public (2002) - ミッキー・タナー役
- スーパーナチュラル Supernatural (2007) - 第3シーズン第7話「吸血鬼ふたたび」、ルーシー役